# Dorfkirche Blindow

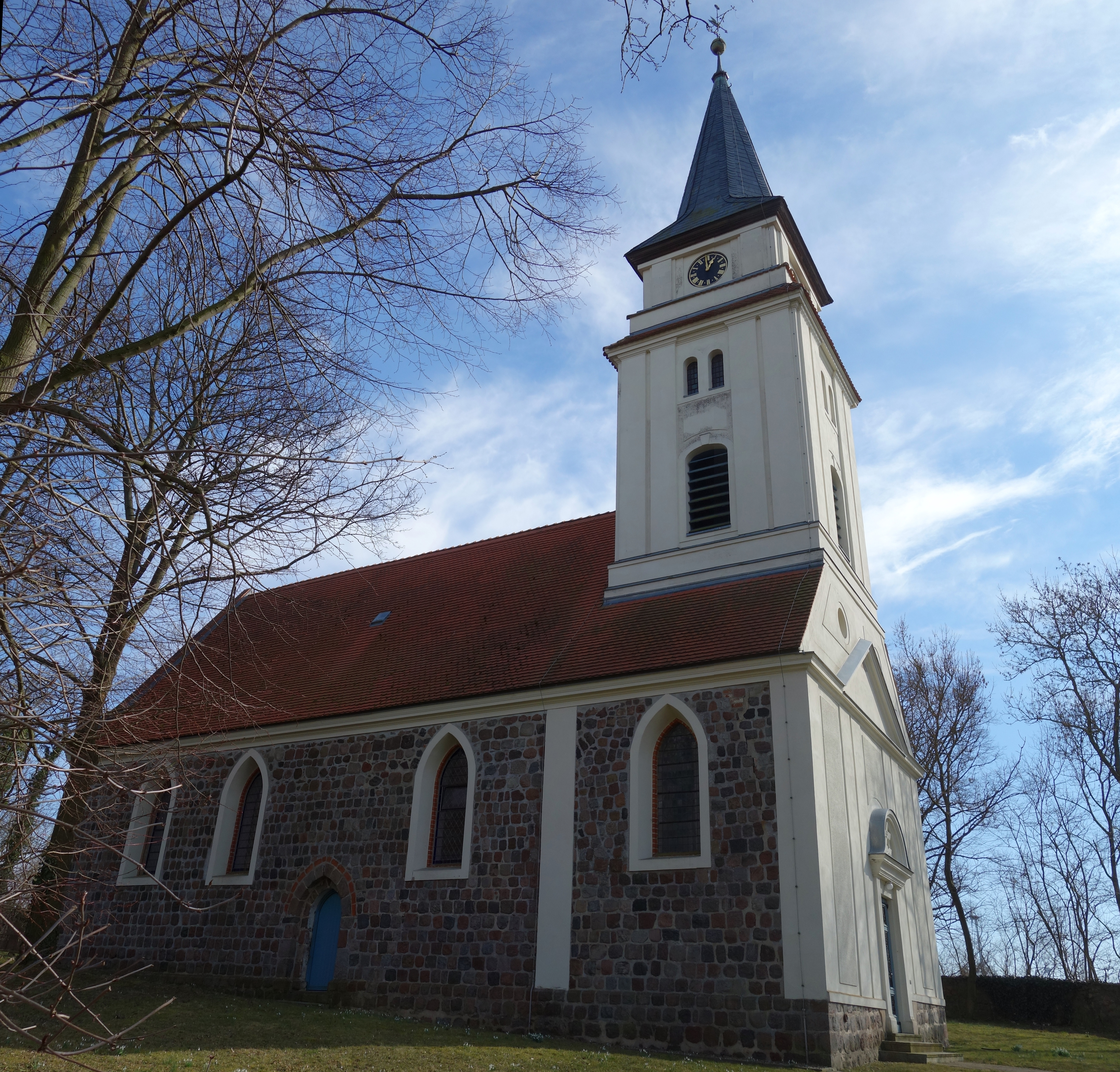
Dorfkirche Blindow

Die evangelische, denkmalgeschützte Dorfkirche Blindow steht in Blindow, einem Ortsteil der Stadt Prenzlau im Landkreis Uckermark in Brandenburg. Sie gehört zum Pfarramt Prenzlau im evangelischen Kirchenkreis Uckermark der Evangelischen Kirche Berlin-Brandenburg-schlesische Oberlausitz.

## Beschreibung
Die Saalkirche aus Feldsteinen wurde in der zweiten Hälfte des 13. Jahrhunderts erbaut. Sie besteht aus einem Langhaus, dessen Satteldach 1917 im Westen einen Dachturm erhielt, der mit einem achtseitigen, schiefergedeckten Knickhelm bedeckt ist. Sein eingezogenes oberstes Geschoss beherbergt die Turmuhr, das Geschoss darunter hinter den Klangarkaden den Glockenstuhl. In der Fassade im Westen, die mit Lisenen gegliedert ist, befindet sich das Portal. Der Innenraum, der Emporen im Westen und im Norden hat, ist mit einer Holzbalkendecke überspannt. Zur Kirchenausstattung gehören ein Altarretabel von 1601, das mit Beschlagwerk dekoriert ist, eine hölzerne Kanzel vom Anfang des 17. Jahrhunderts auf einer Säule und das Taufbecken aus dem 14. Jahrhundert, dessen Kuppa mit Blattwerk geschmückt ist. Die Orgel mit 13 Registern, zwei Manualen und einem Pedal wurde 1911 von Barnim Grüneberg als Opus 629 in den neobarocken Prospekt der 1849 von Carl August Buchholz errichteten Orgel eingebaut.